# Черчвілл (Пенсільванія)
Черчвілл (англ. Churchville) — переписна місцевість (CDP) в США, в окрузі Бакс штату Пенсільванія. Населення — 5348 осіб (2020).

## Географія
Черчвілл розташований за координатами 40°11′58″ пн. ш. 74°59′46″ зх. д. / 40.19944° пн. ш. 74.99611° зх. д. (40.199342, -74.996169).  За даними Бюро перепису населення США в 2010 році переписна місцевість мала площу 5,29 км², з яких 5,23 км² — суходіл та 0,06 км² — водойми.

## Демографія
Згідно з переписом 2010 року, у переписній місцевості мешкало 4128 осіб у 1337 домогосподарствах у складі 1215 родин. Густота населення становила 780 осіб/км².  Було 1352 помешкання (255/км²).
Расовий склад населення:
| - 96,4 % — білих - 2,1 % — азіатів - 0,5 % — чорних або афроамериканців |

До двох чи більше рас належало 0,9 %. Частка іспаномовних становила 1,2 % від усіх жителів.
За віковим діапазоном населення розподілялося таким чином: 24,8 % — особи молодші 18 років, 61,8 % — особи у віці 18—64 років, 13,4 % — особи у віці 65 років та старші. Медіана віку мешканця становила 44,7 року. На 100 осіб жіночої статі у переписній місцевості припадало 99,9 чоловіків;  на 100 жінок у віці від 18 років та старших — 97,9 чоловіків також старших 18 років.
Середній дохід на одне домашнє господарство  становив 154 328 доларів США (медіана — 122 382), а середній дохід на одну сім'ю — 165 601 долар (медіана — 124 221). Медіана доходів становила 95 129 доларів для чоловіків та 69 732 долари для жінок. За межею бідності перебувало 1,9 % осіб, у тому числі 1,8 % дітей у віці до 18 років та 1,6 % осіб у віці 65 років та старших.
Цивільне працевлаштоване населення становило 2006 осіб. Основні галузі зайнятості: освіта, охорона здоров'я та соціальна допомога — 26,8 %, науковці, спеціалісти, менеджери — 13,6 %, виробництво — 9,7 %, роздрібна торгівля — 8,8 %.